# Arrigo Cavaglieri
Arrigo Cavaglieri (Rovigo, 1880 – Roma, 1935) è stato un giurista e accademico italiano, noto per i suoi contributi nel campo del diritto internazionale e per il suo ruolo di Rettore del Regio Istituto Superiore di Scienze Economiche e Commerciali di Roma.

## Biografia
Nato a Rovigo nel 1880, Arrigo Cavaglieri conseguì la laurea in giurisprudenza presso l'Università di Padova nel 1901 e, due anni più tardi, ottenne la libera docenza in diritto internazionale. Cavaglieri fu seguace dell'indirizzo positivista, con influenze principali da Heinrich Triepel e Dionisio Anzilotti, due importanti figure nel campo del diritto internazionale.
Nel 1904 iniziò la carriera accademica come docente di diritto internazionale presso l'Istituto di Scienze Sociali di Firenze. Nel 1911, divenuto professore di ruolo, venne trasferito a Roma, dove insegnò all'Istituto Superiore di Scienze Economiche e Commerciali, assumendo la carica di rettore per l'anno accademico 1924-1925. Successivamente, Cavaglieri continuò la sua carriera accademica presso l'Università di Napoli, dove insegnò diritto internazionale.
Oltre a dedicarsi all'attività accademica, Cavaglieri fu membro dell'Institut de Droit International, consulente giuridico dello Stato Maggiore della Marina italiana e membro del Contenzioso Diplomatico. La sua opera scientifica, riconosciuta a livello nazionale e internazionale, ha contribuito in maniera significativa allo sviluppo del diritto internazionale pubblico e privato. Come educatore, fu molto amato dai suoi studenti, ai quali offriva costantemente consigli e supporto.

## Pubblicazioni
Arrigo Cavaglieri è autore di numerosi testi fondamentali nel campo del diritto internazionale, tra cui:
- La cosa giudicata e le questioni di Stato nel diritto internazionale privato (Padova, 1909)
- Diritto internazionale privato (Roma, 1912)
- Lezioni di diplomazia e storia dei trattati (Roma, 1912)
- L'intervento nella sua definizione giuridica (Bologna, 1913)
- Lo stato di necessità nel diritto internazionale (Roma, 1917)
- Lezioni di diritto internazionale privato (3ª ed., Napoli, 1933)
- Corso di diritto internazionale (3ª ed., Napoli, 1933)